# يو إف سي على إي إس بي إن: ساندهاغن ضد فونت
يو إف سي على إي إس بي إن: ساندهاغن ضد فونت (بالإنجليزية: UFC on ESPN: Sandhagen vs. Font)‏ هو حدث لفنون القتال المختلطة ستنظمه يو إف سي، وسيُقام في 5 أغسطس 2023، على بريدجستون أرينا في ناشفيل، تينيسي، الولايات المتحدة.